# Ървин Кършнър
Ървин Кършнър (на английски: Irvin Kershner) (29 април 1923 г. – 27 ноември 2010 г.) е американски режисьор. Негови филми са „Междузвездни войни: Епизод V - Империята отвръща на удара“ (1980), „Никога не казвай никога“ (1983) и „Робокоп 2“ (1990).

## Смърт
Кършнър умира на 27 ноември 2010 г. в дома си в Лос Анджелис, след като три години и половина боледува от рак на белия дроб. Има двама синове – Дейвид и Дейна.